# Christer Björklund
Christer "Muttis" Björklund, född 6 oktober 1963 i Gävle är en svensk trumslagare. Han är son till jazzmusikern Georg "Jojjen" Björklund och halvbror till Mike Granditsky.
Björklund har spelat trummor i många år med Thomas Di Leva. Han var även medlem i punkbandet PF Commando. Under många år var han trummis åt Papa Dee. Han har även spelat med Robyn, när hon slog igenom. Vidare har han spelat åt Ulf Lundell, Magnus Uggla, Sebastian Falk, Christian Kjellvander, Eric Gadd, Lolita Pop, Titiyo och många fler.